# 背斑圓鱗鮋
背斑圓鱗鮋（学名：Parascorpaena maculipinnis），又名石狗公、石頭魚，为輻鰭魚綱鮋形目鮋亞目鮋科圓鱗鮋屬下的一个种，為亞熱帶海水魚，分布於印度西太平洋莫三比克至日本南部、澳洲海域，體長可達5公分，棲息在礁石區底層水域，生活習性不明。